# Стульнева, Ольга Олеговна
О́льга Оле́говна Стульнева (в девичестве — Фёдорова; 14 июля 1983, Алапаевск, СССР) — российская бегунья на короткие дистанции и бобслеистка. Призёрка Олимпийских игр и чемпионата мира в эстафете 4×100 метров в составе сборной России. Участница как летних, так и зимних Олимпийских игр. До сезона 2012/13 выступала под девичьей фамилией Фёдорова. Ольга замужем за российским бобслеистом Алексеем Стульневым.

## Спортивная биография

### Лёгкая атлетика
В лёгкой атлетике основной специализацией Фёдоровой была дистанция 100 метров. Первый тренер ― Самылов Владимир Валерьевич, также была подопечной Виктора Гусаренко. Основных успехов Ольга добилась в составе эстафет: в августе 2003 года на чемпионате мира в Париже россиянки (Фёдорова, Юлия Табакова, Марина Кислова и Лариса Круглова) выиграли бронзу, уступив в финале француженкам и американкам. Через год на Олимпийских играх в Афинах россиянки (Фёдорова, Табакова, Ирина Хабарова и Круглова) выиграли уже серебро, уступив 0,54 сек только бегуньям с Ямайки.
Личные рекорды Фёдоровой: 100 метров — 11,21 (2005), 200 метров — 23,19 (2004).

### Бобслей
В 2005 году завершила легкоатлетическую карьеру и перешла в бобслей, начав карьеру в качестве разгоняющей в экипаже Виктории Токовой. Дебют в Кубке мира состоялся уже в декабре 2006 года. В 2006—2008 годах экипаж Токовая/Фёдорова регулярно попадал в десятку лучших на этапах Кубка мира (9-е место в общем зачёте Кубка мира в сезоне 2006/07). На чемпионате мира 2007 года в Санкт-Морице Фёдорова была разгоняющей у Алевтины Коваленко — россиянки заняли 9-е место. В феврале 2008 года на молодёжном чемпионате мира в Иглсе экипаж Анастасия Тамбовцева/Ольга Фёдорова выиграл бронзу, уступив бобам из Швейцарии и Германии и лишь на 0,01 сек опередив американок. На чемпионате мира 2008 года Токовая/Фёдорова выступили неудачно, заняв лишь 14-е место.
Перед сезоном 2008/2009 Фёдорова получила лицензию пилота. В январе 2009 года уже в качестве пилота с разгоняющей Людмилой Удобкиной Фёдорова вновь выиграла бронзу молодёжного чемпионата мира.
В 2010 году на Олимпийских играх в Ванкувере выступала в качестве пилота вместе с опытной разгоняющей Юлией Тимофеевой (род. 1972). Первые три заезда прошли сравнительно неплохо для экипажа Фёдоровой, к примеру, в третьем она показала 13-е время среди 21 экипажа. Особенно удавался разгон: по этому показателю россиянки были в пятёрке лучших. Но в 4-м заезде, несмотря на опять хороший разгон, была допущена серьёзная ошибка, и боб россиянок перевернулся на бок, но они всё же сумели добраться до финиша. Эта неудача отбросила Фёдорову и Тимофееву на последнее место среди 18 завершивших все заезды экипажей.
На чемпионате мира 2011 года Фёдорова и Тимофеева заняли 12-е место, а в составе смешанной скелетоно-бобслейной команды стали пятыми.
Определённый прогресс в результатах Фёдоровой и Тимофеевой наметился в сезоне 2011/2012: если за предыдущие 2 сезона Ольга ни разу не смогла попасть в десятку лучших на этапах Кубка мира, то на первых трёх этапах сезона 2011/2012 россиянки трижды были в восьмёрке лучших, дважды подряд заняв шестое место. На пятом этапе Ольга вновь была в десятке. Заняв на последних двух этапах девятое место экипаж Фёдоровой по итогам сезона 2011/12 занял восьмое место в Кубке мира.
В сезоне 2012/13 годов результаты в Кубке мира упали: лишь раз за год экипаж Стульневой (с этого года Ольга стала выступать под фамилией мужа) сумел попасть в десятку лучших на этапах Кубка мира, заняв седьмое место на последнем этапе сезона в Сочи. В итоге Стульнева закончила сезон на 13-м месте. В качестве разгоняющих со Стульневой выступали Тимофеева, Надежда Сергеева, Маргарита Измайлова. Тем не менее в итоговом зачёте Кубка мира Стульнева стала лучшей из российских пилотов, опередив Анастасию Тамбовцеву, ставшую 15-й. На чемпионате мира в Санкт-Морице Стульнева с Измайловой заняли 12-е место в соревнованиях двоек. В составе смешанной скелетоно-бобслейной команды Стульнева и Сергеева заняли девятое место из 13 участвовавших сборных.

### Дисквалификация
24 ноября 2017 года, решением Международного олимпийского комитета за нарушение антидопинговых правил аннулированы все результаты с Олимпийских игр 2014 года в Сочи и пожизненно отстранена от участия в Олимпийских играх. Вскоре была подана апелляция и 1 февраля Спортивный арбитражный суд её удовлетворил и аннулировал пожизненное отстранение от участия в Олимпийских играх за нарушение антидопинговых правил.

## Нападение в октябре 2008 года
20 октября 2008 года после тренировки в спорткомплексе ЦСКА на Ленинградском проспекте в Москве Ольга подверглась нападению: двое неизвестных затащили Ольгу в машину без номеров и потребовали от спортсменки отдать им ключи от автомобиля Range Rover. Когда Ольга начала искать в своей сумке ключи, один из нападавших неожиданно выстрелил ей в ногу из пистолета, после чего Фёдорову вместе с сумкой вытолкнули из машины. Нападавшие скрылись, а Фёдорова была доставлена в больницу, где из ноги была извлечена пуля, выпущенная из травматического пистолета. Ни кости, ни крупные кровеносные сосуды задеты не были, бобслеистка провела в больнице несколько дней и вскоре смогла вернуться к тренировкам.